# Эскадрон гусар летучих
«Эскадрон гусар летучих» — советский военно-приключенческий и историко-биографический художественный фильм. После выхода на экран фильм стал одним из лидеров проката, его посмотрело больше 23 миллионов зрителей.
Съёмки фильма проходили в деревне Васильевское в Московской области, а также в окрестностях города Истра: с. Пионерское, дом отдыха им. А. П. Чехова (поместье графа), Ново-Иерусалимский монастырь (арест Дениса Давыдова), река Малая Истра (захват обоза французов).

## Сюжет
Фильм о событиях Отечественной войны 1812 года, её влиянии на мировоззрение, жизнь и творчество гусара и поэта, гeнерал-лeйтенанта Дениса Давыдова.
В начале войны Давыдов состоял подполковником в Ахтырском гусарском полку и находился в авангардных войсках генерала Иллариона Васильчикова. 21 августа 1812 года в виду деревни Бородино, где он вырос и где уже торопливо разбирали родительский дом на фортификационные укрепления, за пять дней до великого сражения Денис Васильевич предложил Кутузову идею собственного партизанского отряда, ставшего образцом мужества и храбрости в боях с захватчиком.

## В ролях
| Актёр                           | Роль                                   |
| ------------------------------- | -------------------------------------- |
| Андрей Ростоцкий                | Денис Давыдов                          |
| Марина Шиманская                | Катрин                                 |
| Лидия Кузнецова                 | Катерина, крестьянка                   |
| Евгений Лебедев                 | Кутузов                                |
| Юрий Рычков                     | хорунжий Попов                         |
| Николай Ерёменко                | князь Болховской                       |
| Андрей Сёмин                    | Митя Бекетов                           |
| Александр Карин                 | Бедряга                                |
| Александр Зимин                 | Буделёк                                |
| Владимир Мащенко                | полковник Эйхен                        |
| Иван Краско                     | полковник Устимович                    |
| Николай Карпов                  | капитан Тардье                         |
| Виктор Шуляковский              | полковник Можеро («двойник Наполеона») |
| Владимир Шакало                 | Яков                                   |
| Игорь Кашинцев                  | Храповицкий                            |
| Виктор Шульгин                  | граф, отец Катрин                      |
| Алексей Панькин                 | подполковник Палицын                   |
| Юрий Богданов                   | Смага, гусар                           |
| Иван Екатериничев               | партизан                               |
| Борис Клюев (в титрах Ю. Клюев) | французский офицер                     |
| Юрий Меншагин                   | французский офицер                     |
| Фёдор Одиноков                  | крестьянин-партизан                    |
| Владимир Сергиенко              | французский офицер с больными зубами   |
| Сергей Николаев                 | француз                                |
| Игорь Ясулович                  | француз-портной                        |

## Съёмочная группа

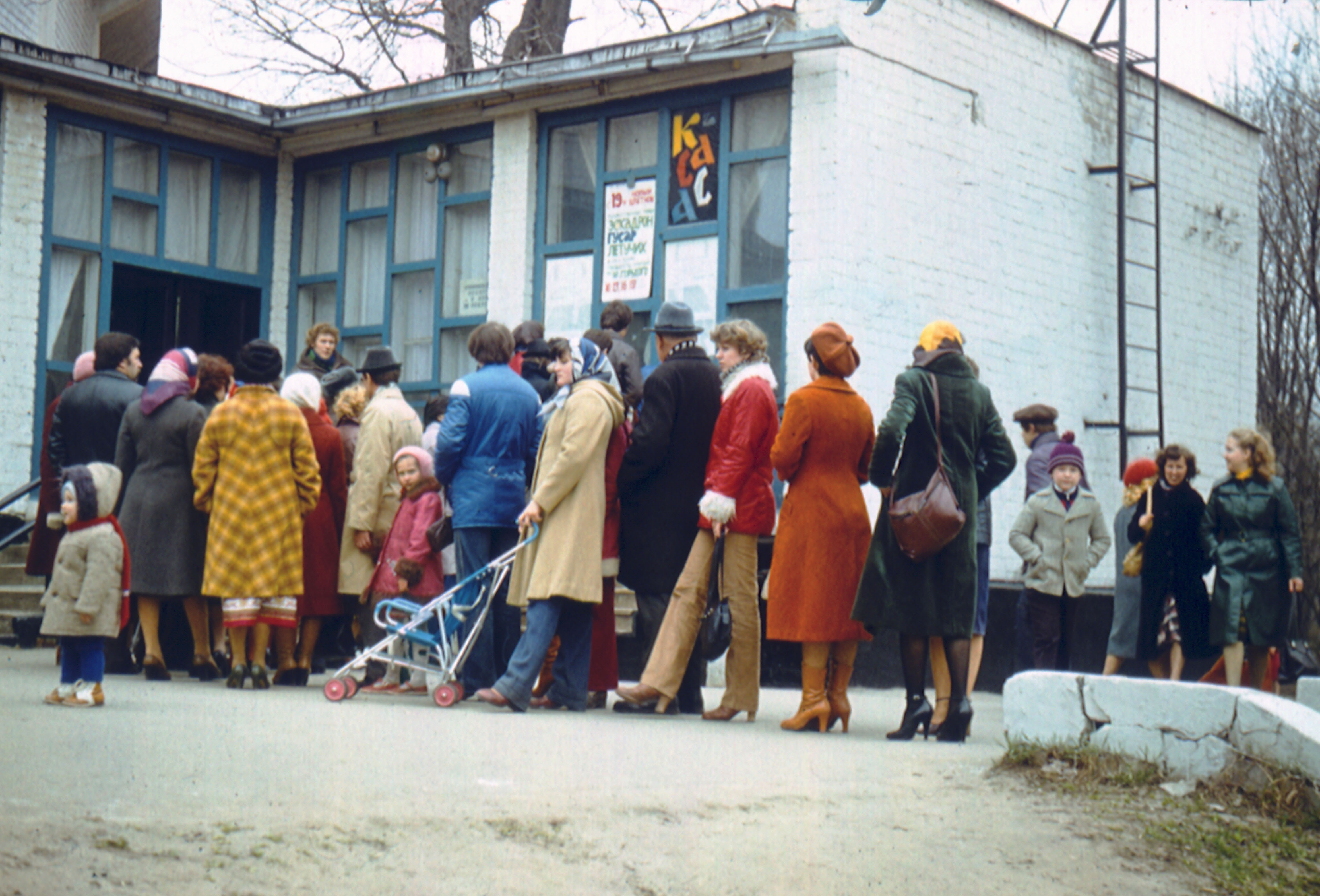
Очередь в кинотеатр на фильм «Эскадрон гусар летучих». Харьков, 1981

- Автор сценария: Сергей Ермолинский
- Режиссёр:
  - Станислав Ростоцкий (под псевдонимом Степан Степанов)
  - Никита Хубов
- Оператор: Михаил Якович
- Художник: Николай Емельянов
- Композитор: Александр Журбин
- Песни на стихи Дениса Давыдова исполнил Александр Хочинский

## Критика

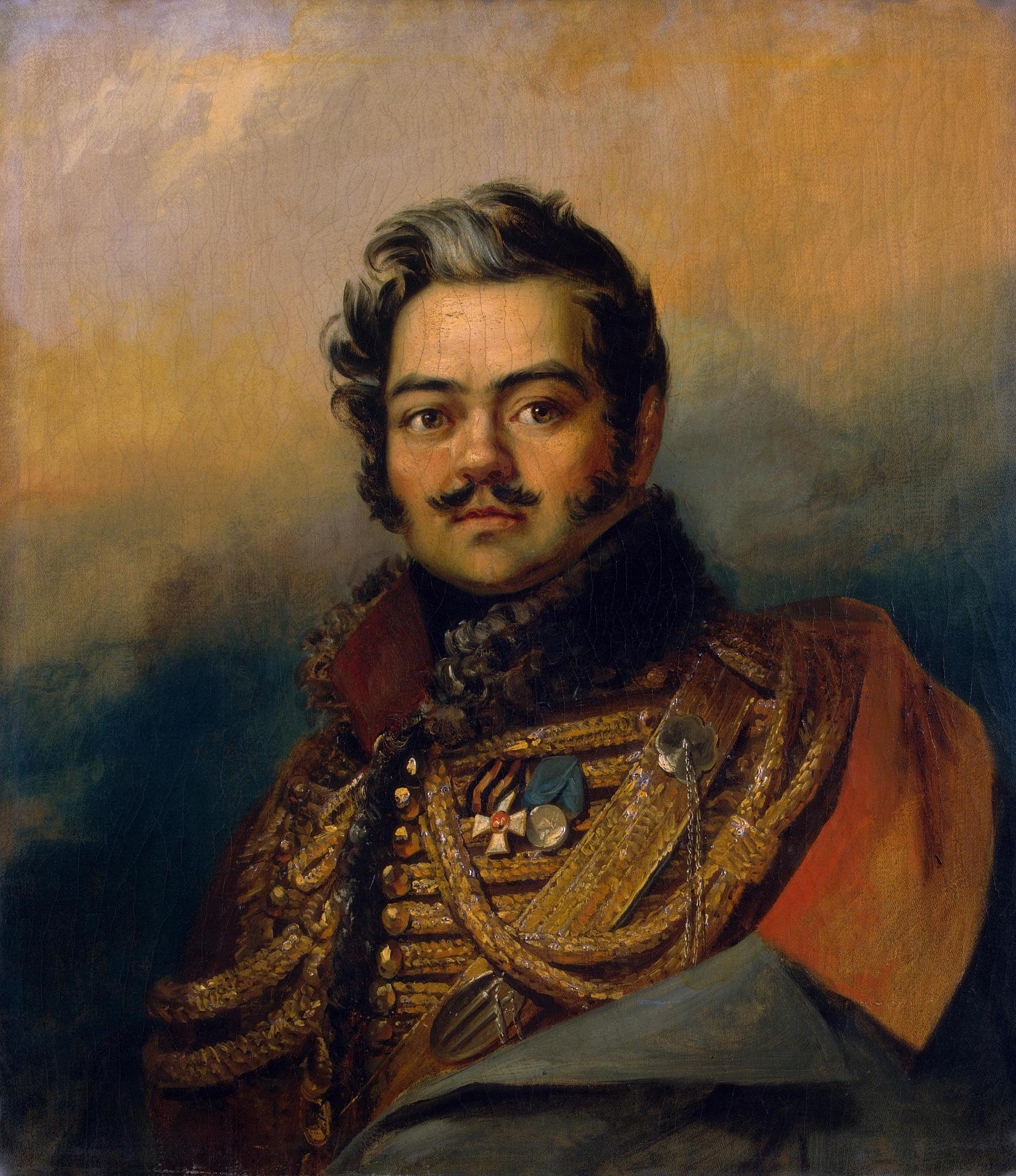
Денис Васильевич Давыдов

Критик Ю. Тюрин в журнале «Советский экран» назвал фильм «темпераментным, зрелищным, озорным». Он отметил удачный выбор Ростоцкого на главную роль, свободное соединение приключений, лирики и юмора, но упрекнул авторов в недостаточной проработанности образов боевых товарищей главного героя.